# Friedrich Siegmund Voigt
Friedrich Siegmund (Sigismund) Voigt (Voight) (Gotha, 1781-10 de diciembre de 1850) fue un zoólogo, y botánico alemán, especializándose en las espermatófitas. Enseña en Jena y traduce la obra de Georges Cuvier (1769-1832), el Reino animal. Propuso una clasificación del reino animal donde los divide en nueve clases incluidos los animales gelatinosos y suaves, en articulados y acorazados, y los, que tienen un esqueleto. Publica System der Botanik herausgegeben, en 1808, Iéna). Fue Director del Jardín Botánico de Jena y su Museo de Zoología.

## Algunas publicaciones
- friedrich Siegmund Voigt. 1840. Lehrbuch der Zoologie: Erklärung der 22 Kupfertafeln zu Voigt's Lehrbuch der Zoologie. Volumen 7. Editor Schweizerbart, 8 pp.

### Libros
- friedrich Siegmund Voigt. 1850. Geschichte des Pflanzenreichs. Volumen 2. Geschichte des Pflanzenreichs. Editor F. Mauke, en línea
- --------------------------------------. 1835. Lehrbuch der zoologie. Volumen 1. Naturgeschichte der drei Reiche. Editor E. Schweizerbart, 507 pp. en línea
- --------------------------------------. 1832. Almanach der Natur. Editor Frommann, 185 pp. en línea
- --------------------------------------. 1823. System der Natur und Ihre Geschichte. Editor Schmid, 866 pp. en línea
- --------------------------------------. 1817. Grundzüge einer Naturgeschichte, als Geschichte der Entstehung und weiteren Ausbildung der Naturkörper. Editor H.L. Brönner, 679 pp. en línea
- --------------------------------------. 1816. Die Farben der organischen Körper. Editor In der Crökerschen Buchhandlung, 223 pp. en línea
- --------------------------------------. 1808. System der Botanik. 394 pp. en línea
- --------------------------------------, antoine laurent de Jussieu. 1806. Darstellung des natürlichen Pflanzensystems von Jussieu, nach seinen neuesten Verbesserungen: In Tabellen. Editor Reclam, 28 pp. en línea

- --------------------------------------. 1803. Handwörterbuch der botanischen Kunstsprache. Editor Bey Wolfgang Stahl, 269 pp. en línea